# Colby (Kansas)
Colby è un comune degli Stati Uniti d'America, situato nello Stato del Kansas, nella contea di Thomas, della quale è anche capoluogo.